# Raccordo autostradale 2
Il raccordo autostradale 2 (RA 2) è un raccordo autostradale in Campania che collega il comune di Fisciano, sede dell'Università degli studi di Salerno, con la città di Atripalda, alle porte di Avellino. È gestito dall'Anas. Il raccordo è parte dell'itinerario europeo E 841.
Fino al 12 giugno 2017 era classificato come RA 2 anche il tratto da Fisciano a Salerno, ora eliminato e facente parte della A2 del Mediterraneo.

## Classificazione
Il raccordo è stato classificato come autostrada con la denominazione di "raccordo autostradale Salerno-Avellino" con d. m. del 22/08/1967 (GU 273 del 31/10/1967).
Il decreto del presidente del Consiglio dei ministri del 21 settembre 2001 (Gazzetta Ufficiale n. 226 del 28-09-2001) ha assegnato al raccordo la numerazione RA 02.
Il decreto legislativo 29 ottobre 1999, n. 461 non ha incluso il raccordo tra le autostrade italiane ma tra la rete stradale a viabilità ordinaria di interesse nazionale.

### Modifica del percorso e rinomina nel 2017
Il decreto ministeriale 13/06/2017 (G.U. n.153 del 03/07/2017) ha rinominato il raccordo in raccordo autostradale di Avellino mantenendo la numerazione RA2 in seguito all'eliminazione dell'ultimo tratto di 8 km (A30 - Salerno), classificato ufficialmente autostrada e facente parte della A2 del Mediterraneo.

## Caratteristiche
Il RA 2 si presenta come una strada a due carreggiate, separate da uno spartitraffico new-jersey in cemento, ciascuna con due corsie di marcia, senza corsia d'emergenza, ma con piazzole di sosta, con limite di velocità di 80 km/h.
Lo svincolo che collega il raccordo con l'autostrada A16 sfocia nella strada statale 7 Via Appia che attraversa l'area da Mercogliano ad Atripalda. Dall'uscita terminale, Atripalda, ci s'immette agevolmente verso Avellino e verso Salerno.
Dal dicembre 2014 le uscite di Montoro Inferiore e Superiore cambiano la loro denominazione in Montoro sud  e Montoro nord, a causa dell'accorpamento dei due paesi in una sola entità comunale.
A Fisciano, nei pressi dell'Università degli Studi di Salerno, il raccordo termina collegandosi con l'autostrada A2 del Mediterraneo e con l'autostrada A30 Caserta-Salerno.
Al giorno d'oggi, ovvero nel 2024, la progressiva distanziometrica non risulta ancora aggiornata, iniziando dal km 8,4 per finire ad Atripalda al km 30.

## Percorso
| RA 2 Raccordo di Avellino |                                                                      |      |      |           |                |
| Tipo                      | Indicazione                                                          | ↓km↓ | ↑km↑ | Provincia | Strada europea |
|                           | Avellino-Atripalda SS 7 bis Napoli - Canosa (Avellino Est) Benevento |      | 30,0 | AV        |                |
|                           | Serino                                                               |      | 22,8 | AV        |                |
|                           | Solofra                                                              |      | 19,5 | AV        |                |
|                           | Montoro Nord                                                         |      | 16,2 | AV        |                |
|                           | Montoro Sud                                                          |      | 13,4 | AV        |                |
|                           | Fisciano Nord Università - Campus di Fisciano Mercato San Severino   |      | 9,1  | SA        |                |
|                           | Caserta-Salerno                                                      |      | 8,6  | SA        |                |
|                           | Salerno-Reggio Calabria del Mediterraneo                             |      | 8,4  | SA        |                |